# Acarodynerus dietrichianus
Acarodynerus dietrichianus är en stekelart som först beskrevs av Henri Saussure 1869.  Acarodynerus dietrichianus ingår i släktet Acarodynerus och familjen Eumenidae. Utöver nominatformen finns också underarten A. d. rufocaudatus.